# 森田浩章
森田 浩章（もりた ひろあき、1963年 - ）は、日本の編集者。

## 略歴
1987年、講談社に入社。『週刊コミックモーニング』、『週刊ヤングマガジン』を経て、2004年から2013年まで『週刊少年マガジン』の編集長を務める。担当時代は『夏子の酒』、『カイジシリーズ』などを手がけ、編集長時代も『AKB49〜恋愛禁止条例〜』の担当編集者を兼任していた。2023年8月時点では講談社の専務取締役に着任。
野球好きで、横浜DeNAベイスターズファンである。

## 漫画への出演
- 週刊少年マガジンの巻末漫画、西本英雄の『もう、しませんから。』に登場。File119の表紙争奪の野球対決で寺嶋裕二から死球をうけている。ちなみに西本からはレフト前ヒットを放った。
- 2008年に特別読み切りとして復活した『MMR マガジンミステリー調査班』に、週刊少年マガジン編集長・モリタとして登場している。